# Darko Šuškavčević
Darko Šuškavčević (* 28. dubna 1974) je černohorský fotbalista, který působil i v české Gambrinus lize.
Do Česka přišel v roce 2000 jako zajímavá posila do obranných řad pražské Slavie. Nastupoval však jen občasně a během dvou sezon odehrál pouze 24 utkání. Po dvou letech odešel hrát do Řecka. Po putování po různých klubech se vrátil do Česka, a sice do týmu 1. FC Slovácko. Stal se oporou týmu a vydržel zde dvě sezony, po kterých (po sestupu Slovácka do nižší soutěže) přestoupil do Olomouce, kde nastupoval pravidelně v obranných řadách a působil i jako kapitán týmu. Po sezoně 2008/09 mu nebyla vedením Sigmy prodloužena smlouva a od té doby je bez angažmá.